# Bella Coola (fiume)
Il fiume Bella Coola (o Bellakula) è il più grande fiume sul versante del Pacifico delle Montagne Costiere nel sud della Columbia Britannica. La città di Bella Coola sorge alla sua foce.
Nelle vicinanze c'è la Bella Coola Indian Reserve No. 1, dove risiede, oggi, la maggior comunità superstite del popolo Nuxalk, riunita qui dopo le stragi dovute al vaiolo ed alla colonizzazione.
Il Bella Coola è in realtà solo un breve tratto di un fiume molto più grande che cambia nome in vari punti durante il suo percorso; inizialmente si chiama Atnarko, ma a poche miglia a monte dalla città di Bella Coola, alla confluenza col Burnt Bridge Creek e col fiume Talchako, il nome cambia ufficialmente in Bella Coola.
Il bacino idrografico del Bella Coola e dei suoi affluenti supera i 5000 km².